# Velîkîi Dîvlîn, Luhînî
Velîkîi Dîvlîn (în ucraineană Великий Дивлин) este localitatea de reședință a comunei Velîkîi Dîvlîn din raionul Luhînî, regiunea Jîtomîr, Ucraina.

## Demografie
Componența lingvistică a localității Velîkîi Dîvlîn
     Ucraineană (99,76%)
     Alte limbi (0,12%)
Conform recensământului din 2001, majoritatea populației localității Velîkîi Dîvlîn era vorbitoare de ucraineană (99,76%), existând în minoritate și vorbitori de alte limbi.